# Maud Jayet
Maud Jayet (* 3. April 1996 in Lausanne) ist eine Schweizer Seglerin.

## Erfolge
Sie begann mit sieben Jahren im Club Nautique of Pully bei Lausanne zu segeln. Heute zählt sie zum Olympiakader des Swiss Sailing Teams und segelt bei der Société Nautique de Genève.
Jayet trat bei den 2021 ausgetragenen Olympischen Sommerspielen 2020 in Tokio in der Kategorie ILCA 6 / Laser Radial an. Laser Radial ist eine Einzelbootsklasse, die bei den Frauen seit 2008 zum olympischen Programm gehört. Sie erzielte 163 Punkte und belegte damit Rang 19. Im Jahr zuvor wurde sie bei den Europameisterschaften in Danzig Fünfte. Im Jahr 2021 erreichte Jayet den dritten Platz der Weltrangliste.